# Wang Yihan
Wang Yihan (chiń. 王仪涵; pinyin Wáng Yíhán; ur. 18 stycznia 1988 w Szanghaju) – chińska badmintonistka, wicemistrzyni olimpijska z Londynu, złota medalistka mistrzostw świata, wielokrotna medalistka mistrzostw Azji.
Wystąpiła na dwóch letnich igrzyskach olimpijskich. W Londynie zdobyła srebrny medal, ulegając w finale swojej rodaczce Li Xuerui. W Rio de Janeiro odpadła w ćwierćfinale Pusarla Venkata Sindhu.

## Występy na igrzyskach olimpijskich
Letnie Igrzyska Olimpijskie 2012
| Runda        | Przeciwnik       | Wynik                 |
| ------------ | ---------------- | --------------------- |
| Faza grupowa | Michelle Li      | W 21–8, 21–16         |
| 1/8 finału   | Bae Yeon-ju      | W 15–21, 21–14, 21–14 |
| Ćwierćfinał  | Cheng Shao-chieh | W 21–14, 21–11        |
| Półfinał     | Saina Nehwal     | W 21–13, 21–13        |
| Finał        | Li Xuerui        | P 15–21, 23–21, 17–21 |

Letnie Igrzyska Olimpijskie 2016
| Runda        | Przeciwnik             | Wynik          |
| ------------ | ---------------------- | -------------- |
| Faza grupowa | Chloe Magee            | W 21–7, 21–12  |
| Faza grupowa | Karin Schnaase         | W 21–11, 21–16 |
| 1/8 finału   | Wolny los              | Wolny los      |
| Ćwierćfinał  | Pusarla Venkata Sindhu | P 20–22, 19–21 |